# Adela
Adela je žensko osebno ime.

## Slovenske različice
Ada, Adelaida, Adelajda, Adelija, Adelita, Adelina, Alica, Alice, Alida, Alina, Elica, Ela, Elka, Elke, Ella, Heidi

## Tujejezikovne različice
- pri Angležih: Adelide, skrajšano Alice
- pri Nemcih: Adele, Alida
- pri Madžarih: Adél

## Izvor in pomen imena
Ime Adela izhaja iz nemščine in je skrajšana oblika imena Adelheid. To razlagajo kot zloženko iz starovisokonemških besed adal v pomenu »plemenit« in heit »oseba, postava«.

## Pogostost imena
Po podatkih Statističnega urada Republike Slovenije je bilo na dan 31. decembra 2007 v Sloveniji število ženskih oseb z imenom Adela: 432.

## Osebni praznik
V koledarju je ime Adela zapisano pri imenu Adelhajda, ki goduje 12. junija (Adelhajda, devica, † 12. jun. 1250) in 16. decembra (Adelhajda, svetnica in cesarica, † 16. dec. 999).

## Slavni nosilci imena
Sveta Adela - Adela Šajn

## Zanimivost
Običaj, da so nekdaj nezakonske otroke in najdenčke zaznamovali z nenavadnimi imeni se večkrat potrjuje tudi v delih slovenskih pisateljev. O Adeli je Janko Kersnik  v noveli V zemljiški knjigi zapisal takole: »Krščena je bila že v najdeniškem zavodu v Trstu na nenavadno ime Adelaida, in ker priimka ni prinesla na svet s seboj, dali so ga jej tudi tam; zvali so jo Adelaida Adel.« 